# Edwin Winkels
Edwin Winkels (Utrecht, 12 december 1962) is een in Barcelona gevestigde Nederlandse schrijver en journalist.

## Biografie
Winkels werkt als journalist freelance en is sinds 1988 gevestigd in Spanje. Van 1991 tot 2012 was hij verslaggever van de krant El Periódico de Catalunya, eerst op de sportredactie en vanaf 2000 als algemeen verslaggever en onderzoeksjournalist. Sinds 2010 was hij ook stadschroniqueur van deze in Barcelona gevestigde krant. Winkels is correspondent vanuit Spanje voor het Algemeen Dagblad en de sportredacties van de NOS. Eerder was hij correspondent voor de Volkskrant en de VNU-dagbladen. Ook schrijft hij voor verschillende andere Nederlandse publicaties, zoals het literaire voetbaltijdschrift Hard gras en het literaire wielertijdschrift De Muur. Tevens heeft hij zowel in het Nederlands als het Spaans enkele boeken geschreven. Vóór zijn emigratie naar Spanje was Winkels sportverslaggever van Het Vrije Volk in Rotterdam en vaste medewerker van NRC Handelsblad.
In Nederland is Winkels gast geweest in programma's als Barend & Van Dorp, De Wereld Draait Door en Studio Sportzomer. Tijdens de Tour de France van 2011, 2012,  2013  en 2014 was hij een week lang vaste sidekick in De Avondetappe van Mart Smeets. Ook in latere edities was hij een vaste gast tijdens de Pyreneeën-etappes.
In Spanje was Winkels een van de docenten van het succesvolle tv-programma Operación Triunfo van de Spaanse nationale zender TVE en producent Gestmusic-Endemol. Daarnaast is hij regelmatig te gast geweest in praatprogramma's als Divendres, El Club en La tarda van de Catalaanse zender TV3.
Als schrijver heeft Edwin Winkels een aantal non-fictieboeken gepubliceerd, zowel in het Spaans als het Nederlands. In mei 2013 verscheen zijn eerste fictie debuutroman Welkom thuis bij uitgeverij Nijgh & Van Ditmar. Zijn tweede roman Haar laatste vlucht verscheen in oktober 2014.

## Bestseller 60
| Boeken met noteringen in de Nederlandse Bestseller 60 | Jaar van verschijnen | Datum van binnenkomst | Hoogste positie | Aantal weken | Opmerkingen                             |
| ----------------------------------------------------- | -------------------- | --------------------- | --------------- | ------------ | --------------------------------------- |
| Johan Cruijf. De legende.                             | 2016                 | 01-06-2016            | 6               | 7            | in samenwerking met meerdere schrijvers |
| Johan Cruijf in Barcelona                             | 2016                 | 08-06-2016            | 4               | 10           |                                         |
| Van Johan tot Frenkie                                 | 2020                 | 17-06-2020            | 22              | 2            |                                         |
| Tapas                                                 | 2023                 | 25-10-2023            | 48              | 1            | in samenwerking met Janneke Vreugdenhil |